# Brusné
Brusné (en allemand : Brusin, de 1939 à 1945 : Brausnitz) est une commune du district de Kroměříž, dans la région de Zlín, en République tchèque. Sa population s'élevait à 390 habitants en 2025.

## Géographie
Brusné se trouve à 7 km au nord-est de Holešov, à 16 km au nord de Zlín, à 21 km au nord-est de Kroměříž et à 246 km à l'est-sud-est de Prague.
La commune est limitée par Bystřice pod Hostýnem au nord, par Slavkov pod Hostýnem au nord et à l'est, par Rusava au sud-est, par Lukoveček au sud et par Holešov et Chomýž à l'ouest.

## Histoire
La première mention écrite du village date de 1358.

## Transports
Par la route, Brusné se trouve à 9 km de Holešov, à 26 km de Zlín, à 27 km de Kroměříž, à 89 km de Brno et à 295 km de Prague.